# Бондзішкі
Бондзішкі (пол. Bondziszki) — село в Польщі, у гміні Рутка-Тартак Сувальського повіту Підляського воєводства.
Населення — 84 особи (2011).
У 1975-1998 роках село належало до Сувальського воєводства.

## Демографія
Демографічна структура станом на 31 березня 2011 року:
|          | Загалом | Допрацездатний вік | Працездатний вік | Постпрацездатний вік |
| -------- | ------- | ------------------ | ---------------- | -------------------- |
| Чоловіки | 39      | 11                 | 23               | 5                    |
| Жінки    | 45      | 9                  | 24               | 12                   |
| Разом    | 84      | 20                 | 47               | 17                   |